# VLC media player
VLC media player är en mediaspelare som har ett mycket brett stöd för olika ljud- och videoformat. VLC stod ursprungligen för VideoLAN Client. VLC är en fri programvara licensierad under GPL-2.0-or-later och finns för många olika stationära och mobila plattformar, bland annat Windows, Linux, BSD, BeOS, Solaris, Mac OS, Ios, Apple TV, Android och Windows Phone.

## Historia
År 1996 började några franska studenter jobba på ett skolprojekt som skulle ge dem möjligheten att se på TV från deras datorer. De började att skriva VLS (VideoLAN server) och VLC (VideoLAN Client) för att strömma och läsa MPEG2-strömningar, som de först lyckades med år 1998.
Den första stora strömningstestet inträffade i maj 2002, då 500 studenter deltog i testet. I januari 2003 testades de första MPEG4-strömmarna och bara två månader senare fanns en realtidsenkodare för MPEG4 tillgänglig.
Den 7 juli 2009 släpptes VLC 1.0.0, med stöd för många nya format och kodekar, och ett stort antal fixar för buggar som fanns i VLC 0.9.x och 0.8.6. Den 22 juni 2010 släpptes VLC 1.1.0 med stöd för det då nya formatet WebM.
Den 18 februari 2012 släpptes VLC Media Player 2.0. Programmet släpptes även som mobilapplikation till iPhone, iPad och Android, men Apple har dragit tillbaka VLC från App Store på grund av en licensieringskonflikt. Den 19 juli 2013 släpptes VLC 2.0 för iOS till Apple App Store.

## Kompatibilitet
VLC media player kan förutom DVD, VCD, Windows Media, MP3, MPEG, DivX, XviD, OGG och en mängd andra ljud- och videoformat även spela upp High Definition-strömmar från till exempel .ts (transport stream)-filer och visa HD-material i upp till 1080i samt 1080p och 2160i.

### Format som stöds
VLC media player kan läsa många filformat, beroende på vilket operativsystem som används. Nedan visas en del ljud-, video- samt undertextformat som programmet kan läsa.
| Ljud - ALAC (M4A) - Advanced Audio Coding (AAC) - Audio Coding version3 (AC3) - Audio Interchange File Format (AIFF) - Audio Video Interleaved (AVI) - Free Lossless Audio Codec (FLAC) - MPEG-1 Audio Layer 3 (MP3) - MPEG-4 Part 14 (MP4) - Media Matroska File (MKA) - Musical Instrument Digital Interface (MIDI) - Opus - Real Audio (RAM) - Vorbis - Wave Audio (WAV) - Windows Media Audio (WMA) | Video - AV1 (i WebM, MKV, MP4) - Cinepak - Digital Video Express (DIVX 1/2/3) - Flash Video (FLV) - H.261 - Motion JPEG (MJPEG) - Motion Picture Experts Group (MPEG-1/2) - Theora (OGV, OGG) - RealVideo 1/2 - RealVideo 3/4 - QuickTime Movie (MOV) - Video Objekt File (VOB) - Windows Media Video (WMV) - VP8 (i WebM, MKV) - VP9 (i WebM, MKV) | Undertexter - Continuous Media Markup Language (CMML) - Digital Video Broadcasting (DVB) - OGM - SubRip File (SRT) - Universal Subtitle Format (USF) - Vobsub (SUB, IDX) |

## Utseende

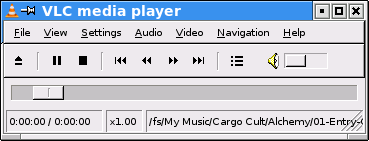
Gränssnittet wxWidgets, som körs under KDE.

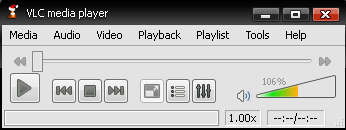
VLC:s påskägg som dyker upp vid jul; namnlistens ikon får en tomteluva.

VLC media player i standardutförande är avskalad och utan anmärkningsvärd grafisk design, men den som vill kan enkelt ändra utseendet radikalt med hjälp av så kallade skin-filer. Ett otal sådana filer kan hämtas från de officiella webbsidorna men det går även att använda skin-filer avsedda för Winamp2 och XMMS. Man kan även skapa egna med hjälp av ett nedladdningsbart program, vid namn VLC media player Skin Editor, som är utvecklat av samma utvecklingsteam.
Standardgränssnittet för Windows, Linux och BSD är Qt4. För OSX används gränssnittet Cocoa och för BeOS används Native. Tidigare använde operativsystemen Windows och Linux sig av gränssnittet wxWidgets, innan det byttes ut till Qt efter version 0.9.0.
Qt4-gränssnittet, som Windows och Linux använder sig av i de nyare versionerna av programmet, innehåller ett påskägg som dyker upp varje jul; trafikkonsikonen får en tomteluva på sig. Tomteluvan dyker upp den 18 december och försvinner på nyårsdagen varje år.

### Kodnamn
| Lista över kodnamn | Lista över kodnamn |
| Version            | Kodnamn            |
| ------------------ | ------------------ |
| 0.1.99x            | Onatopp            |
| 0.2.5              | Ourumov            |
| 0.5.x              | Natalya            |
| 0.6.x              | Trevelyan          |
| 0.7.x              | Bond               |
| 0.8.X              | Janus              |
| 0.9.x              | Grishenko          |
| 1.0.x              | Goldeneye          |
|                    |                    |
| 1.1.x              | The Luggage        |
| 2.0.x              | Twoflower          |
| 2.1.x              | Rincewind          |
| 2.1.1              | Terry Pratchett    |
| 2.2.x              | WeatherWax         |
| 3.0.x              | Vetinari           |
| 4.0.x              | Otto Chriek        |

VLC media players olika versioner har kodnamn som baseras på karaktärer från James Bond-filmen Goldeneye, eftersom den var en av filmerna som användes till att testa mediaspelaren under utvecklingen. Från och med version 1.1.X och uppåt baseras kodnamnen på karaktärer från Terry Pratchetts bokserie Skivvärlden.

## Streaming
VLC media player distribueras med en server som kan sända strömmande media i flera olika format över internet eller i ett lokalt nätverk (LAN).